# Liste des conseillers régionaux de la Lozère
Pour un article plus général, voir Conseil régional d'Occitanie.
Les conseillers régionaux de la Lozère sont des conseillers qui sont élus dans le cadre des élections régionales pour siéger au Conseil régional d'Occitanie.

## Mandature 2015-2021
La Lozère compte 2 conseillers régionaux sur les 158 élus qui composent l'assemblée du Conseil régional d'Occitanie issue des élections des 6 et 13 décembre 2015.
| Identité         | Parti |
| ---------------- | ----- |
| Aurélie Maillols | PS    |
| René Moreno      | PS    |

## Mandature 2010-2015
La Lozère compte 1 conseiller régional sur les 67 élus qui composent l'assemblée du Conseil régional de Languedoc-Roussillon issue des élections des 14 et 21 mars 2010.
| Identité      | Parti |
| ------------- | ----- |
| Sophie Pantel | PS    |

Sophie Pantel (PS) est vice-présidente du Conseil régional déléguée à la ruralité, l'élevage, la montagne et la maison de région de Mende, depuis février 2013. Elle a remplacé Alain Bertrand (PS) à la suite de la démission de celui-ci pour cumul des mandats le 6 avril 2012.

## Mandature 2004-2010
La Lozère compte 2 conseillers régionaux sur les 67 élus qui composent l'assemblée du Conseil régional de Languedoc-Roussillon issue des élections des 21 et 28 mars 2004.
Composition par ordre décroissant du nombre d'élus :
- PS : 1 élu(e)s
- UMP : 1 élu(e)s

| Identité            | Parti |
| ------------------- | ----- |
| Alain Bertrand      | PS    |
| Francis Saint-Léger | UMP   |

## À voir aussi